# Peter Rück
Peter Rück (* 6. September 1934 in Trimbach bei Olten; † 9. September 2004 in Olten) war ein Schweizer Historiker mit Arbeitsschwerpunkt in den Historischen Hilfswissenschaften.

## Leben
Peter Rück, dessen Vater aus Hessental bei Schwäbisch Hall stammte, wurde am 6. September 1934 in Trimbach (Kanton Solothurn, Schweiz) geboren. Er studierte von 1955 bis 1961 Geschichte und Philosophie mit dem Hauptfach Historische Hilfswissenschaften an den Universitäten Basel und Freiburg im Üechtland. Seine Lehrer waren u. a. Wolfram von den Steinen, Werner Kaegi, Karl Jaspers, Heinrich Barth, Oskar Vasella, Paul Wyser, Hans Foerster und Heinrich Schmidinger. Er wurde 1961 bei Hans Foerster in Freiburg i.Üe. mit einer Dissertation über Die Urkunden der Bischöfe von Basel bis 1213 promoviert. Von 1961 bis 1963 war er Nationalfonds-Assistent bei Heinrich Schmidinger und wechselte 1964 in den Archivdienst des Kantons Freiburg. Als Nachwuchsstipendiat des Schweizerischen Nationalfonds (1968–71) wurde er mit Arbeiten zur Geschichte des mittelalterlichen Archivwesens in der Westschweiz und Savoyen betraut, die 1971 die Grundlage seiner Habilitation bildeten. Als Mitarbeiter des Schweizerischen Bundesarchivs in Bern wertete er in den folgenden zwei Jahren venezianische Dispacci des 17. Jahrhunderts aus, bevor er dann bis 1976 Sekretär des Mediävistischen Instituts der Universität Freiburg i.Üe. unter der Leitung von Pascal Ladner und Carl Pfaff war. Seit 1967 erhielt er Lehraufträge an den Universitäten Freiburg i.Üe. und Bern. Während dieser Jahre war er gleichzeitig Präsident des Deutschen Geschichtsforschenden Vereins des Kantons Freiburg. Am 1. September 1976 wurde er zum ausserordentlichen, zum 1. September 1978 zum ordentlichen Professor für allgemeine und schweizerische Geschichte des Mittelalters an der Universität Lausanne ernannt. Im Sommersemester 1978 las er als Gastdozent an der Universität Zürich.
Im Wintersemester 1980/81 nahm Peter Rück den Ruf auf die Marburger Professur für Historische Hilfswissenschaften und Archivwissenschaft an. Einen besonderen Anreiz stellte dabei die Verbindung der Professur mit der Leitung des Lichtbildarchivs älterer Originalurkunden bis 1250 dar. Mit dieser qualitativ und quantitativ einmaligen Fotosammlung bot sich ihm die Möglichkeit der Entwicklung einer diplomatischen Semiotik, die zum Zentrum seiner Lehre und Forschung wurde: Den Spuren Mabillons folgend, was nicht nur auf den Gegenstand – die Urkunden – begrenzt blieb, sondern vor allem auf den Gebrauch der probalistisch-statistischen Methode und die Beachtung zeichenhafter Aspekte abzielte, versuchte er, die visuellen und akustischen Zusatzbotschaften sichtbar zu machen. Der lange auf den Textinhalt verkürzten Betrachtungsweise dieser Quellengruppe sollten sinnlich erfahrbare Aspekte hinzugefügt und so die Urkunde als System von Codes für die Kommunikation offengelegt werden.
Die von ihm initiierten „Internationalen Marburger Kolloquien“ thematisierten zunächst das in fotografischen Sammlungen zugängliche Urkundenmaterial (September 1986) und den Beschreibstoff Pergament (September 1987). In den folgenden Kolloquien standen mit den graphischen Symbolen (September 1989) und den Methoden der Schriftbeschreibung (September 1990) wiederum die äusseren Merkmale der Urkunde im Mittelpunkt. Die Aufsatzbände mit den Beiträgen der teilnehmenden Wissenschaftler fanden über die Landesgrenzen hinaus breite Anerkennung und erlangten schnell den Status von Standardwerken. Ein zentrales Anliegen war ihm die Wissenschaftsgeschichte und die Frage nach dem Standort der Hilfswissenschaften in der Gegenwart. Die in seine Amtszeit fallende Hundertjahrfeier des Instituts für Historische Hilfswissenschaften der Philipps-Universität Marburg (1894–1994) und den 150. Geburtstag Harry Bresslaus (1848–1926) nahm er zum Anlass, um diesen Themenkreis im Rahmen wissenschaftlicher Kolloquien zu erörtern.
Peter Rück war seit 1986 Mitglied, seit 1990 Vorstandsmitglied der Commission internationale de diplomatique und seit 1989 Beauftragter der deutschen Redaktion des Vocabulaire international de la diplomatique. Er war Mitglied des Collectif de rédaction der Pariser Gazette du Livre médiéval (1989–1994) und seit 1994 Mitglied des Herausgebergremiums von Signo. Revista de Historia de la Cultura Escrita, Universidad de Alcalá de Henares, Spanien. Des Weiteren gab er die Reihen Historische Hilfswissenschaften (Verlag Thorbecke) und elementa diplomatica heraus.
Nach dem Sommersemester 1999 wurde Peter Rück in Marburg in den Ruhestand verabschiedet und kehrte wieder in die Schweiz zurück. Im Jahr 2000 wurde die Marburger Professur für Historische Hilfswissenschaften gestrichen. Nach schwerer Krankheit starb er drei Tage nach seinem 70. Geburtstag im Kantonsspital Olten und wurde in Trimbach beigesetzt.

## Werke (Auswahl)
- Die Urkunden der Bischöfe von Basel bis 1213. Vorarbeit zu den Regesta episcoporum Basiliensium. Textband (Zugleich: Diss. phil. Freiburg i. Ue. 1961), Basel 1966. Geleitwort von Albert Bruckner, S. V–IX. Tafelband. 38 Tafeln mit 67 Abbildungen (= Quellen und Forschungen zur Basler Geschichte, Bd. 1).
- Zur Diskussion um die Archivgeschichte: Die Anfänge des Archivwesens in der Schweiz (800–1400). In: Mitteilungen der Vereinigung schweizerischer Archivare 26 (1975), S. 5–40.
- Das öffentliche Kanzellariat in der Westschweiz (8.–14. Jh.). In: Landesherrliche Kanzleien im Spätmittelalter. Referate zum VI. Internationalen Kongress für Diplomatik, München 1983; Teilband I, München 1984 (= Münchener Beiträge zur Mediävistik und Renaissance-Forschung, Bd. 35), S. 203–271.
- Die Anfänge des öffentlichen Notariats in der Schweiz (12.–14. Jh.). In: Archiv für Diplomatik, Schriftgeschichte, Siegel- und Wappenkunde 36 (1990), S. 93–123.
- (Hrsg.) Fotografische Sammlungen mittelalterlicher Urkunden in Europa. Geschichte, Umfang, Aufbau und Verzeichnungsmethoden der wichtigsten Urkundenfotosammlungen, mit Beiträgen zur EDV-Erfassung von Urkunden und Fotodokumenten. Jan Thorbecke, Sigmaringen 1989 (= Historische Hilfswissenschaften, Bd. 1).
- (Hrsg.) Pergament. Geschichte – Struktur – Restaurierung – Herstellung. [In memoriam Ronald Reed † 23. März 1990]. Jan Torbecke, Sigmaringen 1991 (= Historische Hilfswissenschaften, Bd. 2).
- Die Urkunde als Kunstwerk. In: Kaiserin Theophanu. Begegnung des Ostens und Westens um die Wende des ersten Jahrtausends. Gedenkschrift des Kölner Schnütgen-Museums zum 1000. Todesjahr der Kaiserin. Hrsg. von Anton von Euw und Peter Schreiner, Köln 1991, Bd. 2, S. 311–333.
- Mabillons Spur. Zweiundzwanzig Miszellen aus dem Fachgebiet für Historische Hilfswissenschaften der Philipps-Universität Marburg zum 80. Geburtstag von Walter Heinemeyer. Institut für Historische Hilfswissenschaften, Marburg an der Lahn 1992.
- Die Sprache der Schrift – Zur Geschichte des Frakturverbots von 1941. In: homo scribens. Perspektiven der Schriftlichkeitsforschung. Hrsg. von Jürgen Baurmann, Hartmut Günther, Ulrich Knoop, Niemeyer, Tübingen 1993 (= Germanistische Linguistik, Bd. 134), S. 231–272.
- (Hrsg.) Graphische Symbole in mittelalterlichen Urkunden. Beiträge zur diplomatischen Semiotik im hundertsten Jahr des Marburger Instituts für Historische Hilfswissenschaften [1994] Heinrich Fichtenau gewidmet. Jan Thorbecke, Sigmaringen 1996 (= Historische Hilfswissenschaften, Bd. 3; zu Ehren von Heinrich Fichtenau).
- Bildberichte vom König. Kanzlerzeichen, königliche Monogramme und das Signet der salischen Dynastie, Marburg 1996, ISBN 3-8185-0203-X (= elementa diplomatica, Bd. 4).
- (Hrsg.) Methoden der Schriftbeschreibung. Jan Thorbecke, Stuttgart 1999 (= Historische Hilfswissenschaften, Bd. 4).
- Fachgebiet Historische Hilfswissenschaften. Ausgewählte Aufsätze zum 65. Geburtstag von Peter Rück. Hrsg. von Erika Eisenlohr und Peter Worm, Marburg 2000, ISBN 3-8185-0304-4 (= elementa diplomatica, Bd. 9).
- unter Mitarbeit von Erika Eisenlohr und Peter Worm (Hrsg.): Abraham Bresslau: Briefe aus Dannenberg 1835–1839. Mit einer Einleitung zur Familiengeschichte des Historikers Harry Bresslau (1848–1926) und zur Geschichte der Juden in Dannenberg, Marburg 2007.
- unter Mitarbeit von Erika Eisenlohr und Peter Worm (Hrsg.): Harry Bresslau: Berliner Kolleghefte 1866–1869. Nachschriften zu Vorlesungen von Mommsen, Jaffé, Köpke, Ranke, Droysen, Marburg 2007.